# جوان سوارت
جوان سوارت (بالإنجليزية: Joan Swart)‏ من مواليد 28 سبتمبر 1965، هي طبيبة نفسانية ومؤلفة ومستشارة وباحثة جنوب إفريقية. أكملت درجة الماجستير في علم النفس الشرعي في جامعة والدن، مينيسوتا في عام 2011، ودكتوراه في علم النفس الشرعي في معهد إيسنر للدراسات المهنية، ومقرها في إنسينو، كاليفورنيا في عام 2013. وهي عضو في التعاون متعدد التخصصات بشأن الجريمة والعنف الجنسي، وعضو مجلس المراجعة في المجلة الدولية للاستشارات السلوكية والعلاج.